# Haenam-gun
Haenamun es un condado en el sur de la provincia de Jeolla del Sur, Corea del Sur.

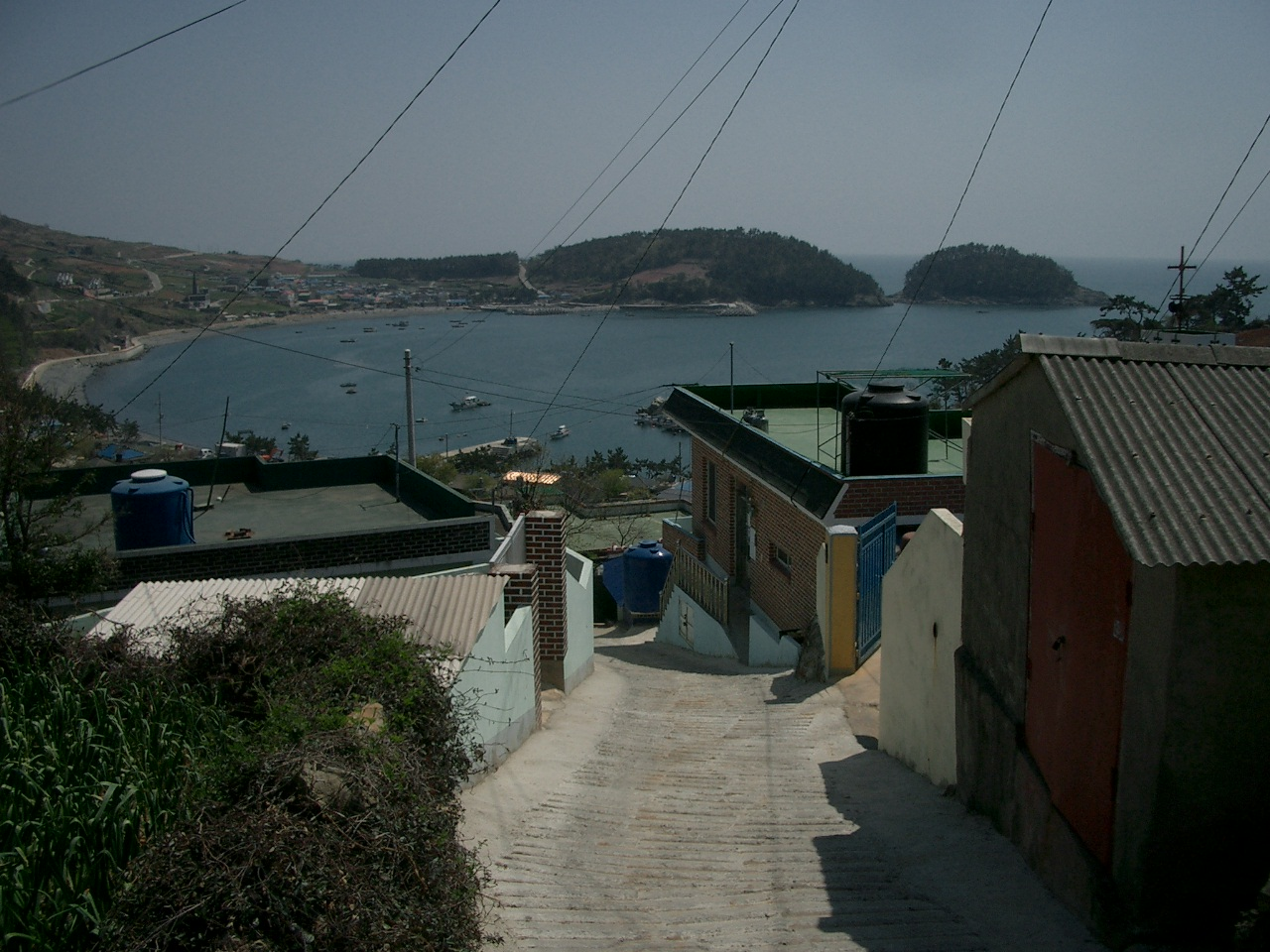
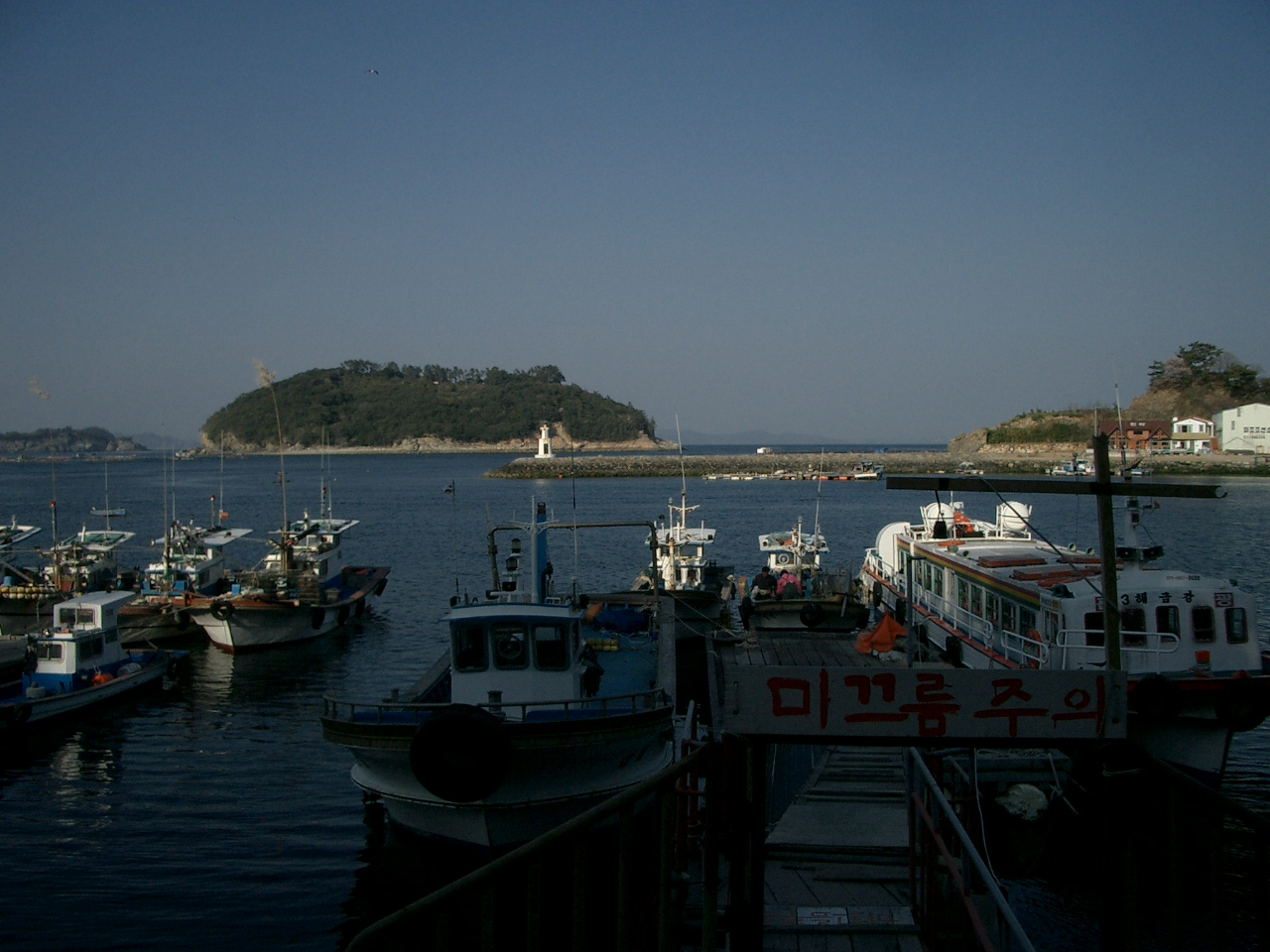
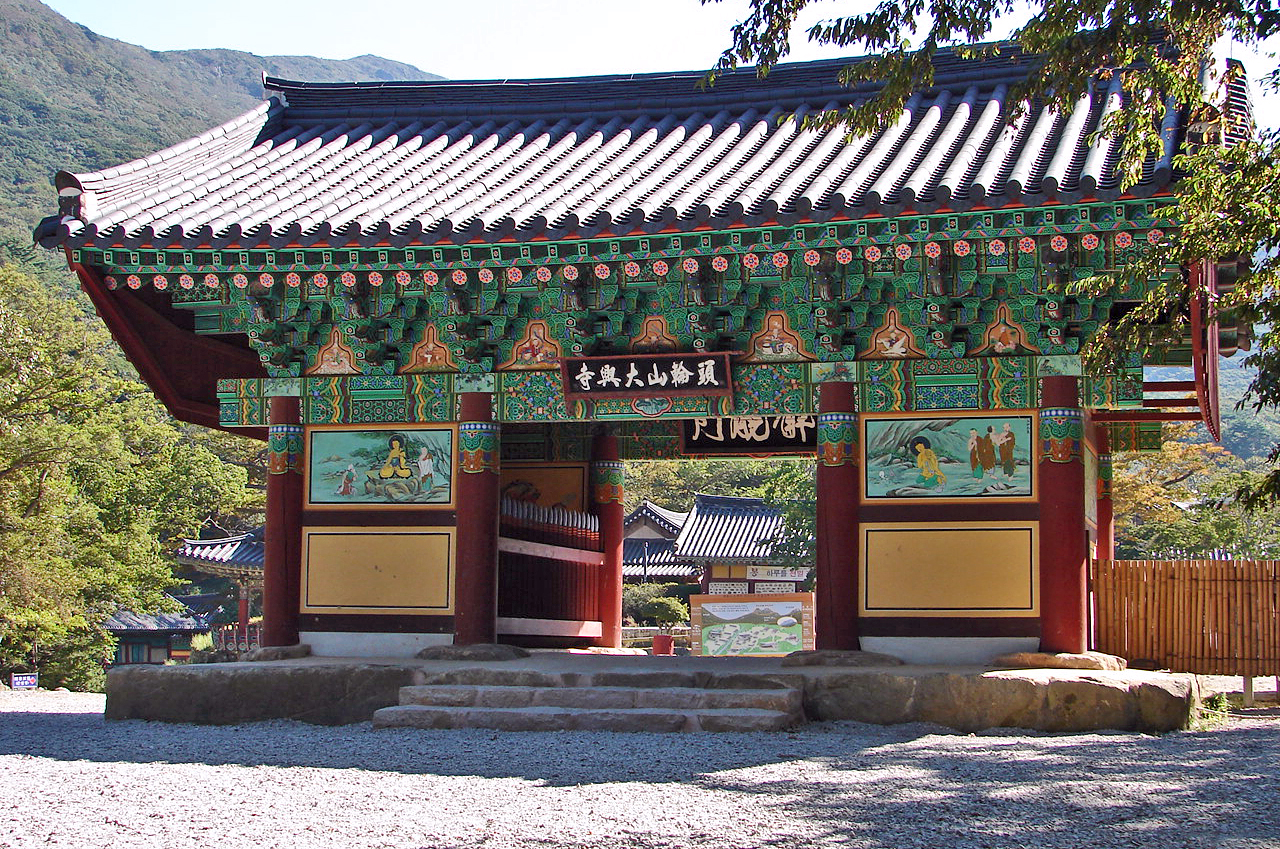

## Clima
| Parámetros climáticos promedio de Haenam (1981–2010) | Parámetros climáticos promedio de Haenam (1981–2010) | Parámetros climáticos promedio de Haenam (1981–2010) | Parámetros climáticos promedio de Haenam (1981–2010) | Parámetros climáticos promedio de Haenam (1981–2010) | Parámetros climáticos promedio de Haenam (1981–2010) | Parámetros climáticos promedio de Haenam (1981–2010) | Parámetros climáticos promedio de Haenam (1981–2010) | Parámetros climáticos promedio de Haenam (1981–2010) | Parámetros climáticos promedio de Haenam (1981–2010) | Parámetros climáticos promedio de Haenam (1981–2010) | Parámetros climáticos promedio de Haenam (1981–2010) | Parámetros climáticos promedio de Haenam (1981–2010) | Parámetros climáticos promedio de Haenam (1981–2010) |
| Mes                                                  | Ene.                                                 | Feb.                                                 | Mar.                                                 | Abr.                                                 | May.                                                 | Jun.                                                 | Jul.                                                 | Ago.                                                 | Sep.                                                 | Oct.                                                 | Nov.                                                 | Dic.                                                 | Anual                                                |
| ---------------------------------------------------- | ---------------------------------------------------- | ---------------------------------------------------- | ---------------------------------------------------- | ---------------------------------------------------- | ---------------------------------------------------- | ---------------------------------------------------- | ---------------------------------------------------- | ---------------------------------------------------- | ---------------------------------------------------- | ---------------------------------------------------- | ---------------------------------------------------- | ---------------------------------------------------- | ---------------------------------------------------- |
| Temp. máx. media (°C)                                | 6.1                                                  | 8.0                                                  | 12.4                                                 | 18.4                                                 | 22.9                                                 | 26.2                                                 | 28.7                                                 | 30.2                                                 | 26.8                                                 | 21.9                                                 | 15.2                                                 | 9.0                                                  | 18.8                                                 |
| Temp. media (°C)                                     | 1.3                                                  | 2.6                                                  | 6.6                                                  | 12.1                                                 | 17.1                                                 | 21.3                                                 | 24.9                                                 | 25.8                                                 | 21.4                                                 | 15.4                                                 | 9.1                                                  | 3.5                                                  | 13.4                                                 |
| Temp. mín. media (°C)                                | -3.2                                                 | -2.4                                                 | 1.0                                                  | 5.8                                                  | 11.6                                                 | 17.1                                                 | 21.9                                                 | 22.1                                                 | 16.6                                                 | 9.3                                                  | 3.3                                                  | -1.6                                                 | 8.5                                                  |
| Precipitación total (mm)                             | 32.5                                                 | 46.3                                                 | 72.9                                                 | 90.0                                                 | 105.5                                                | 199.5                                                | 246.8                                                | 248.5                                                | 164.3                                                | 44.2                                                 | 46.8                                                 | 28.1                                                 | 1325.4                                               |
| Días de precipitaciones (≥ 0.1 mm)                   | 9.3                                                  | 8.4                                                  | 9.3                                                  | 8.2                                                  | 9.3                                                  | 10.5                                                 | 12.9                                                 | 12.0                                                 | 8.5                                                  | 5.8                                                  | 7.8                                                  | 8.1                                                  | 110.1                                                |
| Horas de sol                                         | 161.4                                                | 170.3                                                | 203.8                                                | 226.4                                                | 237.8                                                | 198.3                                                | 183.6                                                | 221.8                                                | 197.4                                                | 221.1                                                | 175.2                                                | 160.2                                                | 2356.1                                               |
| Humedad relativa (%)                                 | 70.4                                                 | 69.4                                                 | 69.0                                                 | 68.5                                                 | 72.2                                                 | 76.5                                                 | 82.3                                                 | 80.5                                                 | 77.4                                                 | 72.1                                                 | 71.4                                                 | 71.7                                                 | 73.4                                                 |
| Fuente: Korea Meteorological Administration          |                                                      |                                                      |                                                      |                                                      |                                                      |                                                      |                                                      |                                                      |                                                      |                                                      |                                                      |                                                      |                                                      |